# Fisnik Asllani
Fisnik Asllani (Berlín, 8 de agosto de 2002) es un futbolista alemán, nacionalizado kosovar, que juega en la demarcación de defensa para el TSG 1899 Hoffenheim de la 1. Bundesliga.

## Selección nacional
Tras jugar en las categorías inferiores de la selección finalmente el 6 de septiembre de 2024 hizo su debut con la selección de Kosovo en un partido de la Liga de Naciones de la UEFA 2024-25 contra Rumania que finalizó con un resultado de 0-3 a favor del combinado rumano tras los goles de Dennis Man, Răzvan Marin y Denis Drăguș.

## Clubes
| Club                      | País     | Año       | Partidos | Goles |
| ------------------------- | -------- | --------- | -------- | ----- |
| TSG 1899 Hoffenheim II    | Alemania | 2020-2023 | 53       | 17    |
| TSG 1899 Hoffenheim       | Alemania | 2021-2023 | 10       | 0     |
| FK Austria Viena (cedido) | Austria  | 2023-2024 | 21       | 5     |
| SV Elversberg (cedido)    | Alemania | 2024-2025 | 37       | 19    |
| TSG 1899 Hoffenheim       | Alemania | 2025-     |          |       |